# Abbaye Saint-Faron de Meaux
L'abbaye Saint-Faron de Meaux est une ancienne abbaye bénédictine située à Meaux, en Île-de-France. Fondée en 628 par Faron, elle est alors située dans les faubourgs nord  de la ville.
Elle est vendue à la Révolution comme bien national et partiellement détruite à ce moment-là. Une partie des bâtiments est à nouveau occupée par une congrégation religieuse au début du XXe siècle. Les dernières traces de l'abbaye disparaissent définitivement en 1992-1993 avec la construction du lycée Bossuet. Parallèlement, la connaissance de l'ancien monastère s'accroît à cette période avec plusieurs plusieurs campagnes successives des fouilles.

## Histoire

### Fondation
L'abbaye est fondée au VIIe siècle par Faron, alors évêque de Meaux, qui la place dans la filiation de l'abbaye de Luxeuil. La date exacte est incertaine, mais les deux dates de 628 et 660 sont citées par les historiens. Faron place l'abbaye sous le vocable de la Sainte Croix et de Saint Jean-Baptiste. À sa mort, le fondateur choisit d'être inhumé dans l'abbaye qu'il a fondée,.
Un poète anonyme décrit au IXe siècle les fresques de l'abbatiale : « À la voûte de l’abside apparaît une figure peinte sur un fond étoilé, celle du Christ Maître. Sur les murs se succèdent les histoires sacrées, les belles fenêtres et la représentation des Pères et des Pontifes ».

### Développement et sépultures auxXIeetXIIesiècles

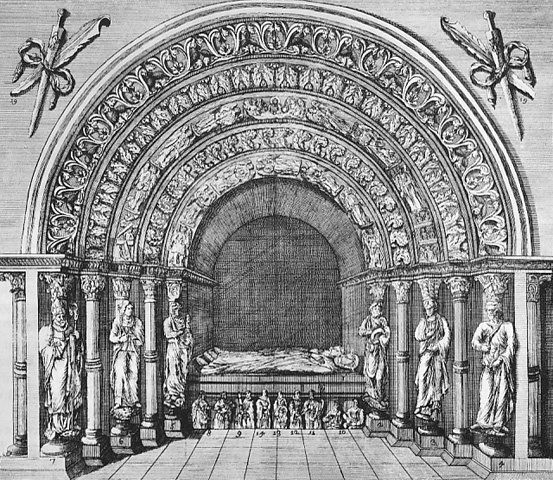
Le tombeau d'Ogier de Danemarche, dit « Ogier le Danois », originellement situé dans l'abbaye et désormais conservé au musée Bossuet.

À la suite de la renommée posthume croissante du fondateur et de sa canonisation, l'abbaye prend le nom de Saint-Faron pour honorer le fondateur. En 1026, le comte Eudes II fait réformer l'abbaye ; quelques années plus tard, le prieuré Saint-Pierre de Cornillon est rattaché à l'abbaye Saint-Faron.
Durant le XIe siècle, un certain Gaufroi est abbé de Saint-Faron ; il dresse un catalogue des livres de l'abbaye, catalogue qui a par la suite été perdu.
À la fin du XIe siècle, Adèle de Valois, épouse de Thibaud III de Blois, est créditée de la reconstruction du sanctuaire. Elle choisit également de se faire enterrer dans l'abbaye qu'elle a favorisée. Ogier de Danemarche, dit « Ogier le Danois », est également enterré dans l'abbaye au XIIe siècle. Montaigne écrit dans son "journal de voyage", chap. de Beaumont à Plombières : "Au faubourg, nous vîmes l'abbaye de Saint-Faron, qui est un très vieux bâtiment où ils montrent l'habitation d'Ogier le Danois et sa salle." Cependant, la véracité historique de ce fait est remise en cause à la fin du XXe siècle,.

### Reconstruction auXIIIesiècle
Au XIIIe siècle, l'abbaye connaît à nouveau une importante campagne de construction, sous l'abbatiat de Renaud selon la tradiction. C'est en particulier l'époque de l'édification des chapelles rayonnantes du chœur de l'église abbatiale, mais aussi des nouveaux cloître et réfectoire de grandes dimensions,.

### Destructions et reconstructions duXIVeauXVIesiècle
La Guerre de Cent Ans endommage fortement l'abbaye, qui met plus d'un siècle à s'en relever. Au début du XVIe siècle, le logis abbatial est rebâti. Mais les guerres de Religion sont à nouveau le théâtre de destructions importantes dans l'édifice.

### Renouveau de la communauté auxXVIIeetXVIIIesiècles
La communauté de Saint-Faron rejoint la congrégation de Saint-Maur en 1618, ce qui entraîne un renouveau qui se traduit notamment par des campagnes de travaux. Pierre de Bullion, abbé de 1632 à 1659, réaménage par exemple le cloître et le logis abbatial. En 1702 et 1703, le prieur Jacques Houdart fait rénover le sanctuaire, avec l'installation d'un nouveau maître-autel. Un bâtiment voué à servir d'hôtellerie et d'infirmerie est construit en 1715. Enfin, à partir de 1751, l'église abbatiale est reconstruite sous la direction de l'architecte Jean-Baptiste-Alexandre Totin, la première pierre du nouvel édifice étant posée le 9 juillet 1753.
Lors de cette dernière reconstruction, le monument d'Ogier le Danois est démoli.

### La Révolution et la disparition de l'abbaye
Pierre-Jean de Ruallem, abbé commendataire, est député du clergé suppléant aux États généraux de 1789.
À la Révolution, l'abbaye Saint-Faron est vendue comme bien national en deux lots, en 1791 et 1797. Le premier lot comprend l'abbatiale et les bâtiments conventuels. Très rapidement, tous les bâtiments en sont détruits. Le second lot comprend le logis abbatial. Il est préservé et devient en 1921 un couvent de Visitandines. Les religieuses ajoutent en 1931 une aile perpendiculaire à l'ancien logis abbatial.

### Disparition des dernières traces de l'abbaye et fouilles récentes
La fin du XXe siècle est paradoxalement à la fois la période de la disparition totale de l'abbaye dans le paysage meldois et l'époque d'une meilleure connaissance archéologique du site. En effet, l'institution Sainte-Geneviève, dont une partie des locaux réutilisait les volumes de l'abbaye, fait place en 1992-1993 au lycée Bossuet, bâtiment moderne qui fait place nette des bâtiments préexistants. Seule une cave voûtée du XVe siècle et une dépendance à pan de bois témoignent de l'ancienne abbaye.
Toutefois, en parallèle, plusieurs campagnes de fouilles archéologiques sont menées, respectivement par le SRAIF en 1990-1991, sous la direction de Danielle Magnan, par l'INRAP en 2012 sous la direction d'Erwan Bergot, enfin par la Direction régionale des Affaires culturelles Île-de-France de juillet à décembre 2016,.